# Gaam
Gaam (eigentlich: kor-e-gaam „Sprache von zu Hause“; auch: Ingassana/Ingessana, [Jebel] Tabi) ist eine Sprache, die von ca. 67.000 Menschen im Bundesstaat 
Blauer Nil im Osten des Sudans am Berg Jebel Tabi gesprochen wird.
Sie wird zusammen mit den untereinander näher verwandten Sprachen Aka [soh], Kelo [xel] und Molo [zmo], die äußerst wenige Sprecher haben, als „Östliche Jebel-Gruppe“ dem ostsudanischen Zweig der nilosaharanischen Sprachfamilie zugerechnet.
Gaam gehört zu denjenigen ostsudanischen Sprachen, die das Pronomen der 1. Person Singular mit einem Element n bilden: ānĕ.
Die Grundwortstellung des Gaam ist Subjekt-Verb-Objekt.